# Dalbergia retusa
Dalbergia retusa ist eine Pflanzenart aus der Gattung der Dalbergien (Dalbergia) in der Unterfamilie der Schmetterlingsblütler (Faboideae) aus Zentralamerika, von Venezuela, Kolumbien bis Süd-Mexiko. Die Handelsnamen des Holzes von Dalbergia retusa sind Cocobolo oder Coccobolo, Grenadillo, Nambar oder Palo Negro, auch wird es als Rosenholz oder Salamanderholz und Korallen-Palisander bezeichnet.
Als Cocobolo wird auch Dalbergia granadillo bezeichnet, eine Unterscheidung ist teils sehr schwierig. Als Ersatzholz wird auch das der Art Platymiscium dimorphandrum verwendet.

## Beschreibung
Dalbergia retusa wächst als kleiner bis mittelgroßer Baum, der Wuchshöhen von 15 bis 20 Metern erreicht. Der Stamm wächst unregelmäßig und verzweigt sich bereits auf niedriger Höhe. Die Baumkrone ist offen. Die braun-graue Borke ist längsrissig und löst sich in kleinen Platten ab.
Die wechselständigen und gestielten Laubblätter sind unpaarig oder falsch unpaarig gefiedert. Die lederigen, glänzenden und gestielten Fiederblättchen sind bei einer Länge von 2,5 bis 12 Zentimetern eiförmig bis elliptisch, lanzettlich mit rundspitzigem bis spitzigem oder teils ausgerandetem oberen Ende.
Die achsel- oder endständigen rispigen Blütenstände sind in 4 bis 18 Zentimeter lang. Die zygomorphen Schmetterlingsblüten sind weiß, mit einem glockenförmigen Kelch mit spitzen Lappen. Es sind abfallende Vor- und Deckblätter vorhanden.
Die bis 13 Zentimeter langen, flachen und rotbraunen Hülsenfrüchte öffnen sich nicht, sie enthalten bis zu fünf längliche und dunkelbraune, eiförmige und abgeflachte Samen.

## Verbreitung
Dalbergia retusa gedeiht in Höhenlagen von 50 bis 300 Meter entlang der Pazifikküste vom mexikanischen Bundesstaat Chiapas über Guatemala, El Salvador, Costa Rica und Nicaragua bis Panama.

## Taxonomie
Die Erstbeschreibung von Dalbergia retusa erfolgte 1878 durch den britischen Botaniker William Botting Hemsley in Diagnoses Plantarum Novarum ... Mexicanarum Band 1, S. 8.
Synonyme sind: Amerimnon lineatum (Pittier) Standl., Amerimnon retusum (Hemsl.) Standl., Dalbergia hypoleuca Pittier, Dalbergia lineata Pittier, Amerimnon cuscatlanicum Standl., Dalbergia cuscatlanica (Standl.) Standl., Dalbergia pacifica Standl. & Steyerm., Machaerium retusum (Hemsl.) Boivin ex Baill.
Man unterscheidet verschiedene Varietäten:
- Dalbergia retusa var. retusa: Diese gefährdete Varietät gedeiht nur auf der pazifischen Seite Zentralamerikas. 2019 konnten Fundorte in Belize, Costa Rica, El Salvador, Guatemala, Honduras, Nicaragua sowie Panama bestätigt werden. Die Berichte aus Mexiko wurden 2019 als Fehlbestimmungen bewertet.[7]
- Dalbergia retusa var. cuscatlanica (Standl.) Rudd: Sie kommt nur in Honduras vor.[7]
- Dalbergia retusa var. hypoleuca (Pittier) Rudd: (Syn.: Dalbergia hypoleuca Pittier): Sie kommt nur in Costa Rica vor.[7]
- Dalbergia retusa var. lineata (Pittier) Rudd
- Dalbergia retusa var. pacifica (Standl. & Steyerm.) Rudd

## Nutzung

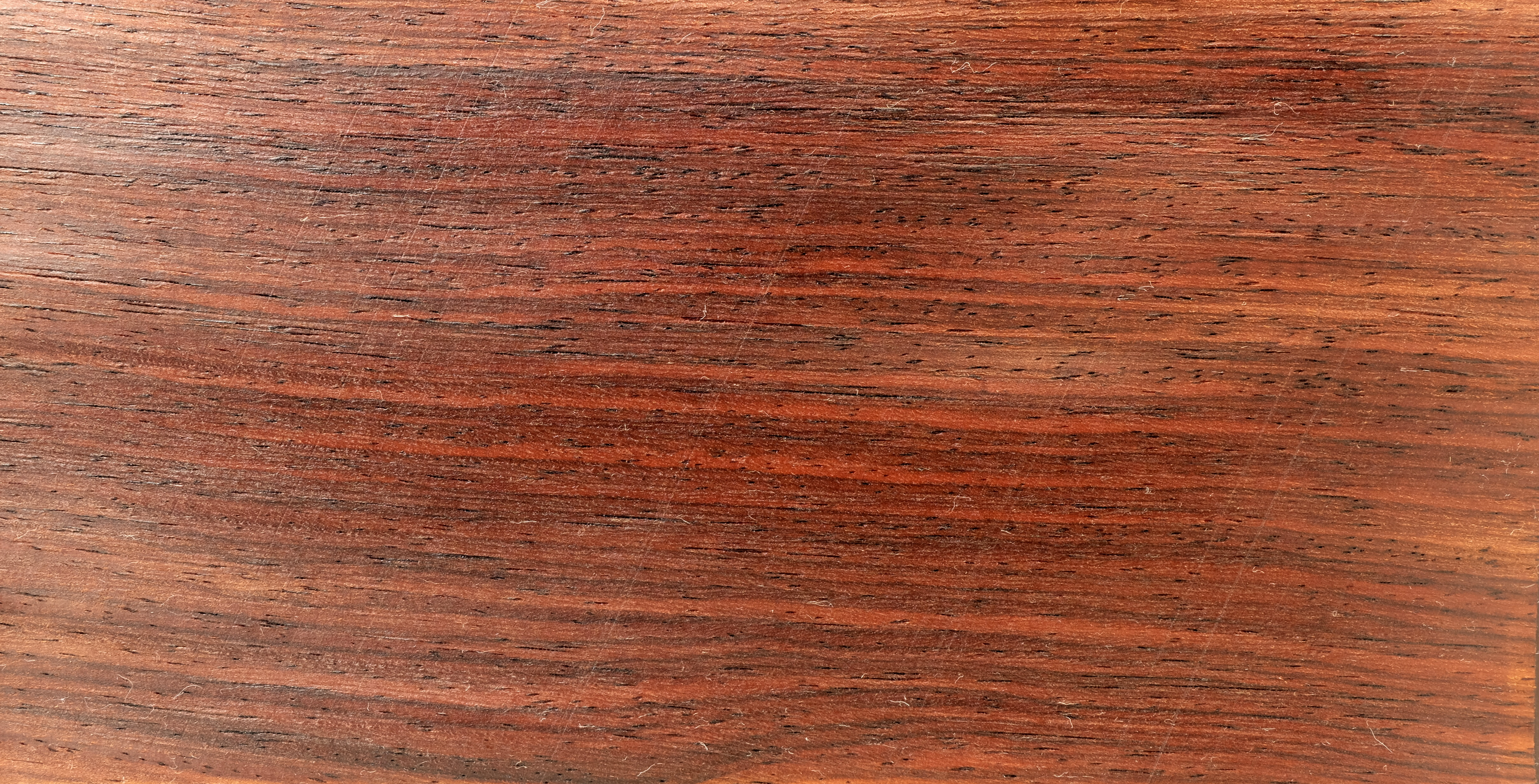
Cocoboloholz

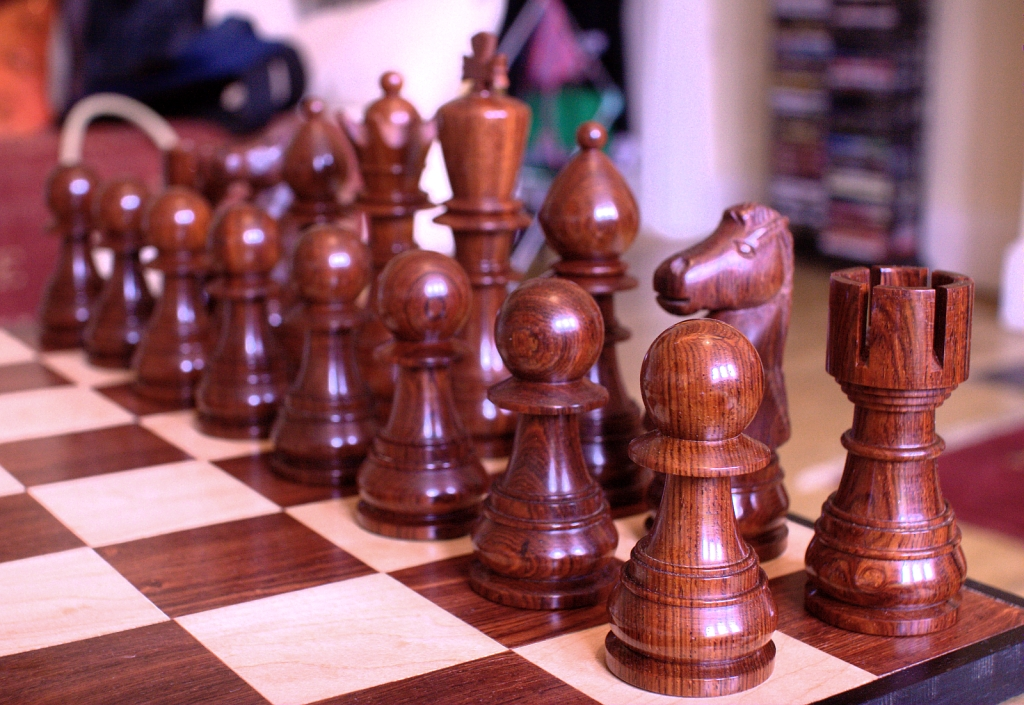
Schachfiguren aus Cocoboloholz

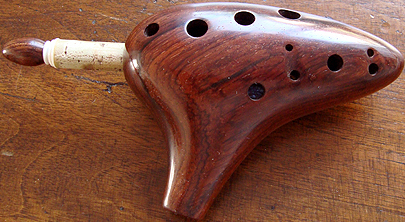
Okarina aus Cocoboloholz

Das Hartholz, Cocobolo, stammt von den zwei in der Einleitung genannten Arten, Dalbergia retusa ist das begehrtere.
Frisch geschnitten zeigt das Kernholz zahlreiche Farben von dunkelorange bis zu sattem tiefrot. Das Splintholz hingegen besitzt einen zarten Gelbton. Cocobolo ist sehr hart und schwer zu spalten, aber dennoch gut zu bearbeiten. Es ist zerstreutporig und hat einen leicht welligen Faserverlauf. Das Holz wird zum Beispiel für Haushaltsgeräte, Werkzeug- und Messergriffe, Musikinstrumente (Blasinstrumente), Stöcke und Bürsten verwendet. In hochwertigen Queues wird Cocobolo gerne als Einlegearbeit verwendet. Auch in der Bildhauerei und Schnitzerei wird es sehr geschätzt, weil bei der Verarbeitung des relativ teuren Rohstoffes nur wenig Verschnitt anfällt.
Das Angebot ist begrenzt; die Verwendung ist häufig nicht sehr nachhaltig. Das Holz ist in der Regel nicht zertifiziert; die Art Dalbergia retusa wird in der Liste der Weltnaturschutzunion IUCN als stark gefährdet aufgeführt. Aufgrund des starken Rückgangs der Populationen und der stetig wachsenden Nachfrage existieren mittlerweile bereits FSC-zertifizierte Aufforstungsprojekte für Cocobolo.

### Holzeigenschaften
- Darrdichte: 650–900 kg/m³ (Durchschnitt 800 kg/m³)
- Raumgewicht: 1000–1100 kg/m³
- Zugfestigkeit: k. A.
- Druckfestigkeit: 71 N/mm²
- Biegefestigkeit: k. A.
- Brinellhärte: H BII= k. A., H BI= k. A.

### Gesundheitsbeeinträchtigungen bei der Verarbeitung
Der Staub kann bei der Verarbeitung des Holzes zu Gesundheitsstörungen führen. Auch das ölige Holz kann bei Hautkontakt (zum Beispiel beim Arbeiten mit ungeschützten Händen) allergische Reaktionen auslösen. Cocobolo zählt zu den Hölzern mit hohem Allergierisiko.